# 宮川工機
宮川工機株式会社（みやがわこうき、英: MIYAGAWA KOKI co,ltd. ）は木造軸組住宅用部材について、現場施工前に工場などで原材料を切断したり加工を施すプレカット加工機の最大手企業である。
以前は通常の木工機械も製造していたが、現在はプレカット加工機の専業メーカーとなっている。

## 関連会社
- 株式会社宮川工機東京営業所（東京の販売拠点で別会社となっている）
- 株式会社宮川丸嘉製作所
- 丸宮鉄工株式会社
- 株式会社エムジーエス
- 宮川情報テクノ株式会社